# Paludarium

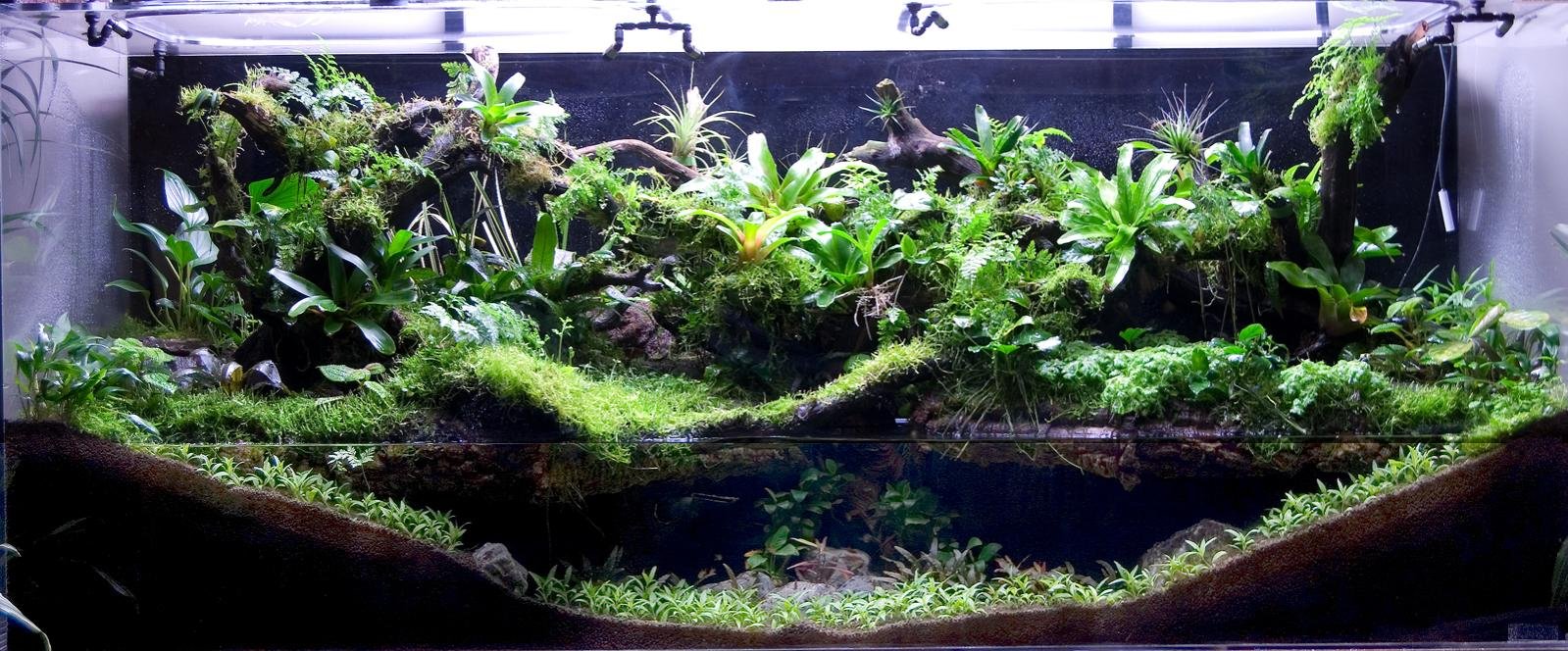
Ett paludarium med inglasad överdel.

Ett paludarium eller akvaterrarium är ett akvarium med landdel. Dessa behållare är till för djur som salamandrar, vattensköldpaddor, grodor och andra amfibielevande herptiler. Med amfibielevande avses att djuren lever både i vatten och på land. Ett paludarium kan också användas för att hysa växter och det är vanligt att ha regnskogsliknande förhållanden med exempelvis bromelior och andra regnskogsväxter, särskilt vatten- eller sumpväxter som växer i anslutning till vattenytan. Vattendelen kan också hysa fiskar om behållaren är utformad för kunna hålla ett tillräckligt högt vattenstånd för detta. Paludarium kan avse både ett avtäckt akvarium (ett akvarium som är öppet upptill) och ett akvarium med en inglasad överdel.